# Zig-zag (film)
Pour les articles homonymes, voir Zigzag (homonymie).
Pour plus de détails, voir Fiche technique et Distribution.
Zig-zag est un film belge réalisé par Gaston Schoukens, sorti en 1939.

## Fiche technique
- Titre français : Zig-zag
- Réalisation : Gaston Schoukens
- Scénario : J. Orban et Marcel Roels
- Photographie : Paul Flon
- Musique : Bob Jacqmain et Gaston Schoukens
- Société de production : Ciné Nord
- Pays d'origine : Belgique
- Format :  Son mono  - Noir et blanc  - 1,37:1
- Genre : comédie
- Durée : 92 minutes
- Date de sortie : 1939

## Distribution
- Hubert Daix
- Esther Deltenre
- Zizi Festerat
- Simone Max
- Lucien Mussière
- Marcel Roels
- Berthe Charmal
- Rittche